# Can Coll (Sant Pere de Ribes)
Can Coll és una obra del municipi de Sant Pere de Ribes (Garraf) protegida com a bé cultural d'interès local.

## Descripció
Can Coll és una construcció aïllada de grans dimensions, situada en una zona elevada molt propera al nucli urbà. Està formada per un soterrani, planta baixa i dos pisos. Al costat esquerre de la façana principal, hi ha una gran galeria de dos pisos d'arcades amb vint-i-cinc obertures d'arc de mig punt, a cada pis.
La façana principal presenta a la planta baixa obertures allindanades emmarcades en pedra. Al primer pis hi ha una tribuna central d'arcs de mig punt i dos balcons allindanats a banda i banda. El segon pis té un cos central amb cinc finestres d'arc de mig punt i dues obertures circulars a cada costat.
El coronament és amb cornisa esglaonada i barana que simula merlets, amb un cos més elevat d'inspiració clàssica.

## Història
Aquest edifici va ser propietat de Francesc Marcer, patrocinador de l'obra de la nova església de Sant Pere. Malgrat alguns escrits que fan referència a ell com a indià, la falta de documentació exhaustiva impedeix corroborar amb seguretat aquesta afirmació. Tanmateix, la seva vida i obra semblen reflectir una trajectòria similar a la dels indians que van emigrar a Amèrica per fer fortuna.